# Војнограничарска зграда у Надаљу
Војнограничарска зграда у Надаљу налази се на територији општине Србобран, у Надаљу, у приватној својини. Зграда је саграђена почетком 19. века. Године 2001. је утврђена за споменик културе.

## Историјат
Војнограничарска зграда је подигнута почетком 19. века и типичан пример је грађевине, из периода 18–19. века, какве је подизала Аустрија на подручју Војводине после ослобађања од турске окупације.
Зграда је служила као седиште Капетаније шајкашког батаљона коме је Надаљ припадао од 1802-1873. године.

## О згради
Зграда је изграђена од чврстог материјала (опека) и малтерисана је. Правоугаоне је основе, са четворововодним кровом, покривеним бибер црепом.
Подрум се налазаи испод дела објекта, засвођен, са земљаним подом. 
Представља посебну варијанту архитектуре са јасно дефинисаним стилом и примењеним тада најновијим градитељским техничким решењима и материјалима.

## Зграда данас
Као утврђен споменик културе Војнограничарска зграда подлеже мерама очувања изворног изгледа спољашње архитектуре.